# Champagny-sous-Uxelles
Champagny-sous-Uxelles – miejscowość i gmina we Francji, w regionie Burgundia-Franche-Comté, w departamencie Saona i Loara.
Według danych na rok 1990 gminę zamieszkiwało 60 osób, a gęstość zaludnienia wynosiła 12 osób/km² (wśród 2044 gmin Burgundii Champagny-sous-Uxelles plasuje się na 850. miejscu pod względem liczby ludności, natomiast pod względem powierzchni na miejscu 1236.).